# 法律扶助協会
財団法人法律扶助協会（ほうりつふじょきょうかい）とは、2007年3月末日に解散により消滅するまで存在した財団法人である。「法律上の扶助を要する者の権利を擁護し、もってその正義を確保することを目的」（寄附行為5条）として、日本弁護士連合会が1952年（昭和27年）に設立した。
本部を東京都千代田区霞が関1-1-3弁護士会館14階に置き、支部は各弁護士会に対応して全国各地に設置されていた（但し、東京には3つの弁護士会があるが法律扶助協会の支部は東京都支部1個であった）。日本司法支援センターの新設にともない、2006年10月に民事法律扶助事業を同所へ引き継ぎ、2006年度の事業終了をもって解散した。

## 事業
法律扶助協会の主な事業として、次のものがあった。
- 法律扶助事業（民事法律扶助） - 日本司法支援センターへ承継
  - 裁判費用の立替及び弁護士、司法書士の紹介、報酬の立替をする。民事法律扶助法に基づき、日本国政府からも補助金を受けて実施していた。
- 法律相談事業
  - 法律知識を必要とする市民の相談に応ずる。日本財団からも補助金を受けていた。独自の法律相談事業を行っている支部もあった。
- 刑事被疑者弁護援助
  - 身柄を拘束された被疑者の希望に応じて弁護士費用を援助する。当番弁護士事業も刑事被疑者弁護活動に付随する事業であり、刑事被疑者弁護援助への入口として重要な役割を果たすとされている。実務上、各地の裁判所で勾留質問時に当番弁護士制度の概要の説明と被疑者の希望聴取をする取扱が定着しつつある。日本弁護士連合会、各単位弁護士会からの補助金や、贖罪寄付により資金を賄っていた。
- 少年保護事件付添扶助
  - 少年保護手続における付添人の紹介、報酬の立替をする。
- その他
  - 中国残留孤児国籍取得支援活動や難民法律扶助、犯罪被害者法律援助、外国人人権救済援助、精神障害者法律援助など。